# Kakizaki Kageie
Kakizaki Kageie (柿崎 景家 (Thị Khi Cảnh Gia) Kakizaki Kageie, 1513-1575) là một daimyo thời kỳ Sengoku làm chủ vùng Echigo (nay là Niigata) và là một thuộc tướng của Uesugi Kenshin luôn được khen ngợi. Kageie được đặt cho một cái hiệu là Izumi no kami. Ông đã tham gia 3 trận chiến ở Kawanakajima. Trong trận thứ 4, ông đã lãnh đạo lính của mình tấn công Takeda và tiêu diệt binh lính của Takeda Nobushige. Trong trận đánh đó, Nobushige đã bị giết, kết thúc một trận đấu quyết liệt. Kageie còn tham gia với Kenshin đi tấn công Hôjô và Ashina, nhưng bị nghi ngờ làm phản. Năm 1570, Kakizaki đã đem con trai mình làm con tin cho nhà Hojo để tạo hòa bình giữa nhà Uesugi và nhà Hojo.